# 申哈里伊夫卡
50°13′10″N 34°32′13″E / 50.21944°N 34.53694°E
申哈里伊夫卡（羅馬化：Shenhariivka）是烏克蘭中部的村莊，隸屬波爾塔瓦州的波爾塔瓦區。該村處於赫倫河右岸，分別距離赫倫1.5公里和杜比夫卡2公里，面積2.89平方公里，海拔高度119米，2001年人口453。